# کنت تیلور (بازیکن فوتبال، زاده ۲۰۰۲)
کنت اینا دوروته‌آ تیلور (به هلندی: Kenneth Ina Dorothea Taylor) (زادهٔ ۱۶ مهٔ ۲۰۰۲) یک بازیکن حرفه‌ای فوتبال اهل هلند است که در پست هافبک یا مدافع میانی برای باشگاه آژاکس بازی می‌کند.

## افتخارات
آژاکس
- لیگ برتر هلند: ۲۱–۲۰۲۰
- جام حذفی هلند: ۲۱–۲۰۲۰

زیر ۱۷ سال هلند
- قهرمانی زیر ۱۷ سال اروپا: ۲۰۱۹[۴]